# Logistika
Logistika je uslužna djelatnost koja se bavi svladavanjem prostora i vremena uz najmanje troškove.
U suvremenim uvjetima se najčešće koristi za označavanje poslovne funkcije i znanstvene discipline koja se bavi koordinacijom svih kretanja materijala, proizvoda i robe u fizičkom, informacijskom i organizacijskom pogledu. Kružni proces od nabave preko proizvodnje i prodaje do potrošača.

## Etimologijapojma
- francuski
logistique → izvedeno iz dočasničkog čina "Marechal de logis" čija je zadaća bila planirati sve administrativne poslove vezane uz pomak snaga u francuskoj vojsci u 17. stoljeću.
loger → stanovati, noćiti pod vedrim nebom, smjestiti se.
- starogrčki
logos → znanost o principima i oblicima pravilnog mišljenja i prosuđivanja.
logistikos → vještine, iskustva i znanja o očuvanju, procjeni i prosudbi svih relevantnih elemenata u prostoru i vremenu potrebnih za optimalno rješavanje strateških i taktičkih zadataka u svim područjima ljudskih aktivnosti.

## Razvoj logistike
- 17. stoljeće → Francuska → vojna doktrina, opskrba vojnih trupa potrebnim sredstvima, prijevoz dobara i vojske, osiguranje prehrane i smještaja vojske.
- krajem 19. stoljeća → SAD → vojnička literatura u značenju pozadinske vojničke službe.
- 1844. Jules Dupuit francuski inženjer pružio je ideju zamjene transportnih troškova za troškove zaliha na primjeru izbora cestovnog ili pomorskog prijevoza robe.
- sredinom 20. stoljeća izraz je iz vojnog ušao u gospodarsko - znanstveno područje.
- 1961. godine → prva knjiga iz područja poslovne logistike koja je bila orijentirana na fizičku distribuciju.
→ smatra se razvoj suvremene logistike započinje 1960-ih kada se nastoje boljim povezivanjem organizacijskih funkcija poduzeća smanjiti troškovi.
- druga polovica 20. stoljeća → logistika se afirmira kao znanost i gospodarska djelatnost u mnogo širem i suptilnijem značenju.

### Čimbenici koji su utjecali na ubrzani razvoj
- globalizacija i koncentracija gospodarskih aktivnosti
- internacionalizacija proizvodnje i trgovine
- ubrzani rast i razvoj znanstvenih spoznaja u svim znanstvenim područjima
- implementacija načela ekonomije obujma
- jačanje konkurencije
- ubrzani razvoj i modernizacija prometne infrastrukture i transportnih tehnologija
- razvoj i afirmacija robnotransportnih, robnotrgovinskih i logističkih centara, različitih terminala i slobodnih zona
- povećanje kupovne moći stanovništa visokorazvijenih i srednjerazvijenih zemalja
- jačanje EU u globalnim razmjerima
- ubrzani proces deregulacije, privatizacije i liberalizacije gospodarskih sektora i pojedinih gospodarskih djelatnosti
- jačanje demokratizacije

## Logistika kao znanost
Logistika kao znanost predstavlja skup multidisciplinarnih i interdisciplinarnih znanja koja izučavaju i primjenjuju zakonitosti planiranja, organiziranja, upravljanja i nadziranja tokova sirovina, osoba, energije i informacija u sustavima. Nastoji naći metode usavršavanja (optimizacije) tih tokova s ciljem ostvarivanja dobiti.

## Logistika kao poslovna funkcija
Obuhvaća sve djelatnosti potrebne za kompleksnu pripremu i realizaciju prostorne i vremenske transformacije dobara i znanja. Nastoji uporabom ljudskih resursa i sredstava u sustavima staviti na raspolaganje tržištu tražena dobra u pravo vrijeme i na pravom mjestu u traženoj količini, kakvoći i cijeni s točnim informacijama vezanim uz ta dobra. Naglasak je na minimalnim troškovima i optimizaciji kako bi se postigla veća isplativost.

## Poveznice
- Gospodarski značaj logistike